# Ijebu
Ijebu (auch bekannt als Jebu oder Geebu) war ein Reich der Yoruba im heutigen Nigeria. Es wurde im 15. Jahrhundert gegründet. Nach der Legende war der Begründer der regierenden Dynastie Obanta von Ile-Ife. Moderne Forschung hat den Einfluss des Reiches von Benin am Hof von Ijebu nachgewiesen.
Das Reich war eines der entwickeltsten der Gegend mit einer komplizierten und hochorganisierten Regierungsform. Die Hauptstadt war Ijebu-Ode, Sitz des Awujale. Seine Gewalt wurde begrenzt durch den Osugbo (der in anderen Teilen von Nigeria Ogboni heißt), einem Rat aller freigeborenen Männer, der als Königshof fungierte. Der Osugbo war in sechs Gruppen unterteilt, die sich dem Range nach unterschieden. Der höchste Rang war der der Iwarefa, angeführt von dem Oliwa, dem zweitmächtigsten Mann der Nation. Mächtig war auch der Olisa, eine Art Bürgermeister von Ijebu-Ode. Wie viele afrikanische Gesellschaften war Ijebu zudem unterteilt in drei Altersgruppen mit eigenen Anführern.
Im 18. und 19. Jahrhundert war Ijebu, aufgrund seiner Lage auf der Handelsroute zwischen Lagos und Ibadan, ein Machtfaktor. Aufgrund der Ausdehnung und Lage des Staatsgebietes begrenzte das Reich den Handel mit Ausländern dort und verschaffte somit seinen eigenen Händlern ein lokales Handelsmonopol, was dem Reich Wohlstand einbrachte, aber auch zu Unmut der Europäer führte.
Im späten 19. Jahrhundert brachen interne Konflikte aus. Ohne ein starkes Militär war es auf Söldner angewiesen, die das Reich weiter destabilisierten.
1892 griffen die Briten Ijebu wegen seiner Handelsbeschränkungen an und eroberten die Hauptstadt, in der sie die Versammlungshalle des Osugbo niederbrannten. Nach Frederick Lugard verwendeten sie Maxim-Maschinengewehre: „An der Westküste würden im Krieg der Regierung gegen 'Jebu', wie ich hörte, mehrere tausend Leute von dem Maxim niedergemäht.“
Mehrere Jahre blieb die Hauptstadt von britischen Truppen besetzt, und das Reich wurde Teil des Protektorates Südnigeria.